# Andrew Humphrey
Sir Andrew Henry Humphrey GCB OBE DFC AFC (* 10. Januar 1921 in Edinburgh, Schottland; † 24. Januar 1977 in Halton, Buckinghamshire) war ein britischer Luftwaffenoffizier der Royal Air Force, der am 6. August 1976 zum Marshal of the Royal Air Force befördert wurde, dem höchsten Dienstgrad der RAF. Er war zwischen 1974 und 1976 Chef des Luftwaffenstabes (Chief of the Air Staff) sowie zuletzt von 1976 bis zu seinem Tod 1977 Chef des Verteidigungsstabes der Streitkräfte (Chief of the Defence Staff).

## Leben

### Pilotenausbildung und Zweiter Weltkrieg
Humphrey begann seine militärische Ausbildung als Flight Cadet am 12. Januar 1939 am Royal Air Force College Cranwell und wurde nach Abschluss der Ausbildung zu Beginn des Zweiten Weltkrieges am 30. April 1940 als Berufssoldat (Permanent Commission) in die RAF übernommen sowie am 1. Mai 1940 zum Leutnant (Pilot Officer) befördert. Unmittelbar darauf wurde er am 4. Mai 1940 Stabspilot an der No. 9 Bombing and Gunnery School RAF und wechselte danach im September 1940 zur No. 7 Operational Training Unit RAF auf dem Militärflugplatz RAF Hawarden. Er nahm mit dieser Einheit sowie ab dem 16. September 1940 als Pilot eines Jagdflugzeuges vom Typ Supermarine Spitfire der No. 266 (Rhodesia) Squadron RAF an der Luftschlacht um England teil.
Nach seiner Beförderung zum Oberleutnant (Flying Officer) am 1. Mai 1941 wurde Humphrey am 19. Juli 1941 Pilot der ebenfalls mit Supermarine Spitfires ausgestatteten, zur Royal Australian Air Force gehörenden No. 452 Squadron RAAF auf dem Luftwaffenstützpunkt RAF Kenley. Für seine Verdienste wurde ihm am 30. Mai 1941 das Distinguished Flying Cross (DFC) verliehen. Bereits am 17. August 1941 wechselte er als Flugausbilder zur No. 58 Operational Training Unit RAF auf dem Militärflugplatz RAF Grangemouth und diente danach vom 3. März bis zum 18. Juli 1942 als Fliegerischer Kommandeur der mit Jagdflugzeugen vom Typ Hawker Hurricane ausgestatteten No. 175 Squadron RAF, ehe er am 18. Juli 1942 als Flugausbilder zur No. 58 OTU RAF zurückkehrte. Nachdem er ab dem 3. Januar 1943 einen Sonderlehrgang für Tiefflugangriffe an der Specialised Low Attack Instructor’s School auf der Luftwaffenbasis RAF Milfield besucht hatte, wurde er am 12. April 1943 Tiefflugausbilder bei den Luftstreitkräften im Mittleren Osten (RAF Middle East Command). Während dieser Verwendung wurde er am 1. Juni 1943 mit dem Air Force Cross (AFC) ausgezeichnet.
Nach seiner Rückkehr nach Großbritannien wurde er am 19. Juli 1943 Fliegerischer Kommandeur der auf dem Stützpunkt RAF Lossiemouth stationierten No. 6 Squadron RAF sowie anschließend am 10. Januar 1944 Flugausbilder bei der No. 5 Middle East Training School RAF auf der Luftwaffenbasis RAF Shallufa in Ägypten, ehe er am 20. Juni 1944 Offizier im Stab des Luftwaffenstützpunktes RAF Nicosia auf Zypern wurde. In seiner letzten Verwendung während des Zweiten Weltkrieges war er vom 20. November 1944 bis zum 4. August 1945 im Stab des Militärflughafens RAF Ranchi in Indien eingesetzt. Am 1. Januar 1945 wurde ihm eine erste Spange (Bar) zum Air Force Cross verliehen.

### Stabsoffizier in der Nachkriegszeit

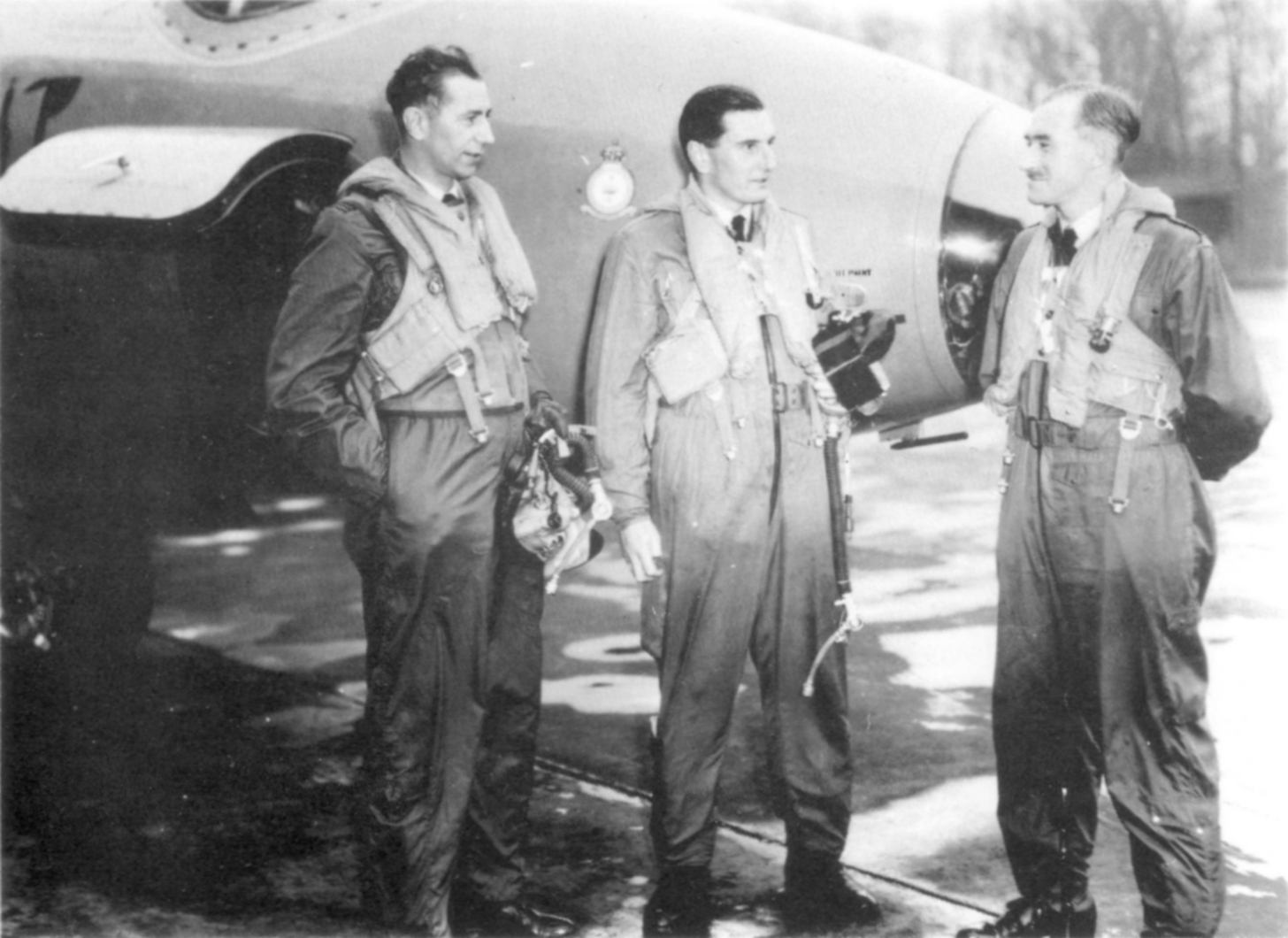
Andrew Humphrey (Mitte) mit seinen beiden Navigatoren, dem späteren Air Vice Marshal Douglas Bower (links) und R. Powell (rechts) bei einem Flug von London nach Kapstadt (1953)

Nach Kriegsende wurde Humphrey am 4. August 1945 Offizier im Hauptquartier der Luftstreitkräfte in Südostasien (RAF South Eastern Area) und erhielt in dieser Zeit am 21. Mai 1946 seine Beförderung zum Hauptmann (Flight Lieutenant), die rückwirkend auf den 7. September 1943 datiert wurde. Danach wechselte er am 21. August 1946 als Offizier in den Stab der zum Kommando der Küstenluftstreitkräfte (RAF Coastal Command) gehörenden No. 106 Group RAF und wurde dort am 1. August 1947 zum Major (Squadron Leader) befördert. Danach übernahm er am 1. September 1948 die Funktion als Fliegerischer Kommandeur der No. 82 Squadron RAF und war im Anschluss nach dem 28. Mai 1951 als Flugausbilder am RAF Flying College tätig. Während dieser Zeit nahm er an Luftaufklärungsflügen über Afrika teil, die zur Vermessung von Regionen diente. Während dieser Zeit wurde ihm am 1. Januar 1951 das Offizierskreuz des Order of the British Empire verliehen.
Kurz darauf erfolgte am 1. Juli 1951 Humphreys Beförderung zum Oberstleutnant (Wing Commander). Als solcher wurde er am 16. Februar 1953 Leitender Flugausbilder am RAF Flying College und stellte 1953 mit seinen beiden Navigatoren, dem späteren Air Vice Marshal Douglas Bower und R. Powell, bei einem Flug mit einem Kampfflugzeug vom Typ English Electric Canberra von London nach Kapstadt einen Geschwindigkeitsrekord auf. Am 14. Oktober 1954 schrieb er britische Luftfahrtgeschichte, als er erneut mit einer English Electric Canberra das erste Strahlflugzeug der RAF zum Nordpol flog. Er begann am 10. Januar 1955 eine Stabsausbildung am Royal Air Force Staff College Bracknell, dem Ausbildungszentrum für Führungskräfte der RAF. Am 9. Juni 1955 erhielt er eine zweite Spange zu seinem Air Force Cross. Im Anschluss fand er ab dem 1. Februar 1956 eine Verwendung als Stabsoffizier in der Abteilung für operative Anforderung (Directorate of Operational Requirements) des Luftfahrtministeriums (Air Ministry) und wurde am 18. Januar 1957 stellvertretender Leiter dieser Abteilung. In dieser Verwendung war er maßgeblich an der Einführung des Abfangjägers English Electric Lightning beteiligt. Er wurde am 1. Juli 1957 zum Oberst (Group Captain) befördert.
Humphrey übernahm am 10. Februar 1959 die Funktion als Kommandeur (Commanding Officer) des Luftwaffenstützpunktes RAF Akrotiri auf Zypern und wurde am 13. Juni 1959 zum Companion des Order of the Bath (CB) ernannt. Er war anschließend ab dem 8. Januar 1962 Absolvent des Imperial Defence College in London. Nach seiner Beförderung zum Air Commodore am 1. Juli 1962 wurde er am 26. November 1962 Leiter der Abteilung für gemeinsame Planungen im Luftfahrtministerium, ehe er am 1. April 1964 Leiter der Abteilung für Luftfahrtplanung im neugeschaffenen Verteidigungsministerium wurde. Während dieser Zeit absolvierte er nach dem 1. Dezember 1964 auch fliegerische Nachschulen und wurde für Sonderaufgaben eingesetzt.

### Aufstieg zum Marshal of the Royal Air Force
Humphrey, der am 1. Januar 1965 zum Generalmajor (Air Vice Marshal) befördert wurde, übernahm am 15. Dezember 1965 von Air Vice Marshal James Edgar Johnson den Posten als Kommandeur (Air Officer Commanding) der Luftstreitkräfte im Mittleren Osten (Air Forces Middle East) in Aden und verblieb in dieser Funktion bis zum 18. März 1968. Für seine Verdienste im südjemenitischen Konflikte im Protektorat von Südarabien wurde er am 23. Januar 1968 im Kriegsbericht erwähnt (Mentioned in dispatches).
Nach seiner Rückkehr nach Großbritannien wurde er am 18. März 1968 von Air Vice Marshal David Lee als Air Member for Personnel. Er war damit bis zu seiner Ablösung durch Air Marshal Lewis Hodges am 5. Januar 1971 Stabsabteilungsleiter für Personalangelegenheiten im Luftwaffenstab sowie zugleich einer der Vertreter der RAF im Luftwaffenausschuss (Air Force Board) des britischen Verteidigungsrates (Defence Council of the United Kingdom). Am 8. Juni 1968 wurde er zum Knight Commander des Order of the Bath (KCB) geschlagen, so dass er fortan den Namenszusatz „Sir“ führte. Ein halbes Jahr später wurde er am 1. Januar 1969 zum Generalleutnant (Air Marshal) befördert.
Nachdem Humphrey am 1. Dezember 1970 auch zum General (Air Chief Marshal) befördert worden war, löste er am 5. Juni 1971 Air Chief Marshal Denis Spotswood als Kommandierender General (Air Officer Commanding-in-Chief) des Luftwaffenangriffskommandos (RAF Strike Command) ab und war als solcher zugleich Befehlshaber der britischen Luftverteidigungsregion. Am 1. Februar 1974 folgte ihm Air Chief Marshal Denis Smallwood als Kommandierender General des RAF Strike Command.
Humphrey selbst wurde am 1. April 1974 abermals Nachfolger des nunmehrigen Marshal of the Royal Air Force Denis Spotswood, und zwar diesmal als Chef des Luftwaffenstabes (Chief of the Air Staff). Diese Funktion bekleidete er bis zu seiner Ablösung durch Air Chief Marshal Neil Cameron am 7. August 1976. Als Chief of the Air Staff führte er das 1968 von einer Kommission unter dem Vorsitz von Air Vice Marshal Derek Hodgkinson vorgeschlagene Graduierteneingangssystem an der Offiziersschule der Luftwaffe, dem RAF College Cranwell, ein. Am 1. Januar 1974 wurde er zum Knight Grand Cross des Order of the Bath (GCB) erhoben. Er fungierte zugleich zwischen dem 31. März 1974 und dem 6. August 1976 als Aide-de-camp von Königin Elisabeth II. für die Luftwaffe.
Am 6. August 1976 wurde er Marshal of the Royal Air Force, der höchste Dienstgrad der britischen Luftstreitkräfte, und löste daraufhin am 24. Oktober 1976 Field Marshal Michael Carver als Chef des Verteidigungsstabes (Chief of the Defence Staff) ab. Knapp drei Monate später verstarb er an den Folgen einer Lungenentzündung im Militärkrankenhaus des Luftwaffenstützpunktes RAF Halton. Sein Nachfolger als Chief of the Defence Staff wurde anschließend Admiral Edward Ashmore.
Seine im März 1952 mit Agnes Stevenson Wright geschlossene Ehe blieb kinderlos.